# توب غير (موسم 13)
توب غير 13 (بالإنجليزية: Top Gear)‏ هو السلسلة الثالثة عشرة للبرنامج التلفزيوني البريطاني الذي يهتم بالمركبات، توب جير، تم إنتاجه في المملكة المتحدة. بدأ عرضه في سنة 2009. عرض على بي بي سي تو. بلغ عدد حلقاته 7 حلقات، تم بث البرنامج لأول مرة بتاريخ 21 يونيو 2009 بينما تم بث آخر حلقة منه بتاريخ 2 أغسطس 2009. مقدمو البرنامج جيرمي كلاركسون، ريتشارد هاموند وجيمس ماي.